# Tricyphona (Tricyphona) ussurica
Tricyphona (Tricyphona) ussurica is een tweevleugelige uit de familie Pediciidae. De soort komt voor in het Palearctisch gebied.